# Дюбуа, Жак (литературовед)
Жак Дюбуа (фр. Jacques Dubois, 1933, Льеж) – бельгийский историк и социолог литературы.

## Биография
Профессор Льежского университета. Один из авторов Манифеста за развитие валлонской культуры (1983). Входил в группу Мю.  Специалист по социологии детективного жанра, исследователь творчества Стендаля, Бальзака, Золя, Пруста, Жоржа Сименона, издатель его собрания сочинений в Библиотеке Плеяды, президент Центра исследований Жоржа Сименона при Льежском университете.

## Труды
- "L'assommoir" de Zola: société, discours, idéologie. Paris: Librairie Larousse, 1983
- L'institution de la littérature: Introduction à une sociologie. Bruxelles: Labor, 1990.
- Le Roman policier ou la modernité. Paris: Nathan, 1996.
- Pour Albertine. Proust et le sens du social.  Paris: Seuil, 1997.
- Les Romanciers du réel. De Balzac à Simenon. Paris: Seuil, 2000.
- Stendhal. Une sociologie romanesque. Paris: La Découverte, 2007.
- Figures du désir. Pour une critique amoureuse. Bruxelles: Les Impressions Nouvelles, 2011

## Издания на русском языке
- Общая риторика. М.: Прогресс, 1986

## Признание
Орден франкофонов Америки (2006, Квебек).